# Самуилово (област Сливен)
Вижте пояснителната страница за други значения на Самуилово.
Самуилово е село в Югоизточна България. Намира се в община Сливен, област Сливен.

## География
Селото се намира на 12 km южно от Сливен, близо до река Тунджа. Това е едно от големите села в областта с население 2800 жители. Селото е разположено между две реки – на юг от него е река Тунджа, а на запад – река Асеновска. Добре развити са овощарството (праскови, ябълки) и зърнопроизводството.

## История
Първите писмени сведения за селото датират в изследвания от 40-те години на ХХ век.
Данни за наличие на селищно образувание дава открита в двор на селото и датирана към I-II век плоча в чест за изграден храм, гласяща „Истилиян Йонидис управител на Йония направи този храм в чест на великата майка по време на консула Траян 107 – 117 година“. Надписът се съхранява от частно лице.
В архивите на БАН с. Самуилово (тогавашно Турсунлии) се споменава през 1609 година и малко по-късно – през 1666 година – в книгата „Наименования на българските селища в турските документи“.
През 1933 селото получава одобрение за финасиране от държавния фонд Кооперативни строежи на народни училища.
Селището приема името Самуилово през 1934 година. До административните реформи през 80-те години на миналия век населеното място е било община.

## Обществени институции
В селото функционират ОУ „Хр. Ботев“, ЦДГ „Слънчо“, НЧ „Светлина 1928“, здравна служба, поща, както и няколко малки фирми.
За училище на територията на селото се споменава в трудовете на д-р Симеон Табаков, като от извършени проверки в архивите е установено, че такова има от 1874 година. Настоящото ОУ носи името „Христо Ботев“ и е построено през 1950 година. То разполага с 320 дка земи, които отдава под наем.
Читалището е създадено през 1928 г. по инициатива на учителя Деньо Георгиев и носи името „Светлина“. Към читалището има библиотека още от създаването му, като към момента разполага с фонд от над 8000 тома книги. През 40-те години на ХХ век, към читалището е създадена театрална трупа, като през 60-те години към нея вече има групи за възрастни и деца. Дейността за запазване и съхранение на народностните традиции и обичаи е и основата за създаване на смесен битов хор през 50-те години. През 1975 година се учредява детска музикална школа. Към читалището действат четири групи, които участват в регионални, общински и международни фестивали, прегледи, събори и концерти.
Църквата в селото е построена през 2010 г. с дарения и носи името „Св. св. Константин и Елена“.

## Културни и природни забележителности
Селото е известно с парка от защитени вековни дъбови дървета и голямата колония от бял щъркел, гнездящ в короните им. Създаден е музей на щъркела, посещаван най-вече от деца и ученици. Той е оборудван с информационни табла, снимков материал, компютри и в него може да бъде намерена всякаква информация за живота и различните видове щъркели. Първоначално музеят е разположен в кабинет в кметството на селото, но по-късно е изместен в сградата на лятната естрада, намираща се в парка. В парка има разположени платна и табели, които също дават информация за живота на щъркелите.
В парка на селото е изграден паметник на загиналите във войните жители. Има и футболен клуб – „Самуил“, който играе в А окръжна футболна група.

## Стопанство
В селото основно е застъпено животновъдството и растениевъдството. Има и няколко цеха за производство на фуражни смески, както и такъв за производство на въжета. Възможни са инвестиции в селското стопанство, екология и туризъм, свързан с наличието на голямата колония от бял щъркел, гнездящ в короните на защитените вековни дъбови дървета.

### Стратегия за развитие
Населеното място се нуждае от значителни инвестиции за:
- подмяна и разширяване на водопроводна мрежа;
- изграждане на канализационна мрежа за отпадни води със съответната пречиствателна станция;
- изграждане на инфраструктурата на парка и площите, предвидени за озеленяване (залесяване, тротоарни площи, алеи, детски площадки, система за поливане, огради и др.);
- изграждане на инфраструктура на гробищния парк (алеи, парцели, водоснабдяване и др.);
- ремонт на уличните настилки и тротоарни площи на улици в селото;
- разширяване на ОУ „Христо Ботев“;
- изграждане на обходен път, обслужващ преминаващия през селото трафик от леки и тежкотоварни автомобили.

## Редовни събития
Съборът на селото се провежда на 3 юни, когато се чества денят на Св. св. „Константин и Елена“ (по стар стил).